# Amadis de Grèce
Pour les articles homonymes, voir Amadis.
Amadis de Grèce (en espagnol : Amadís de Grecia) est un roman de chevalerie écrit par Feliciano de Silva (es) et publié en 1530. Il est publié en France en 1540-1548, traduit par Nicolas Herberay des Essarts.

## Sujet et constitution de l'œuvre
Les préliminaires de l'œuvre sont composés d'un entête, d'une dédicace de l'auteur à Diego de Mendoza, duc del Infantado et marquis de Santillana, d'un prologue du sage Alquife dirigé à Amadis de Gaule et d'un avertissement du correcteur de l'impression au lecteur qui attaque vertement le Lisuart de Grèce de Juan Díaz.
Le livre se présente comme étant traduit d'une autre langue (a priori le grec, mais ce n'est pas spécifié), et dont l'auteur original serait le sage Alquife, mage protecteur d'Amadis de Grèce.
Il se divise en deux parties : la première est composée de 72 chapitres et la seconde de 134 ; entre elles est intercalé un Sueño (« rêve ») de l'auteur. L'œuvre raconte les aventures et les exploits du chevalier de l'Ardente-Épée, Amadis de Grèce, fils de Lisuart de Grèce et de l'infante Onoloria de Trabzon, ainsi que ses amours avec l'infante Lucela de Sicile puis avec la princesse Niquée, fille du sultan de Niquée, avec laquelle il se marie, une fois convertie au christianisme.

## Édition
Amadis de Grèce est publié pour la première fois à Cuenca à 1530 par l'imprimeur Cristóbal Francés, sous le titre complet de Nono libro de Amadís de Gaula, que es la crónica del muy valiente y esforzado príncipe y Caballero de la Ardiente Espada Amadís de Grecia, hijo de Lisuarte de Grecia, emperador de Constantinopla y de Trapisonda y rey de Rodas, que trata de sus grandes hechos en armas y extraños amores (« Livre étant la suite d'Amadis de Gaule, qui est la chronique du très vaillant et courageux prince et Chevalier de l'Ardente-Épée Amadis de Grèce, fils de Lisuarte de Grèce, empereur de Constantinople et de Trabzon et roi de Rhodes, qui traite de ses grands faits d'armes et de ses étranges amours »). La fin du livre porte la date du 8 janvier 1530 et indique que l'impression a été financée par Atanasio de Salcedo, marchand de livre et habitant d'Alcalá de Henares.
L'œuvre ayant été très bien accueillie par le public, elle a été rééditée à Burgos en 1535, à Séville en 1542 et en 1549, à Medina del Campo en 1564, à Valence en 1582 et à Lisbonne en 1596. Elle a par ailleurs été traduite en français, en italien et en anglais.
Le Centro de Estudios Cervantinos (« Centre d'études de l'œuvre de Cervantes ») a publié en 2004 une nouvelle édition d'Amadis de Grèce, préparée par Ana Carmen Bueno Serrano et Carmen Laspuertas Sarvisé.

## Amadis de Grèce dans le cycle des Amadis
Amadis de Grèce est le neuvième livre du cycle amadisien, mais suit le septième, Lisuart de Grèce (es) (du même auteur, publiée à Séville en 1514), mais pas du huitième, également intitulé Lisuart de Grèce, publié en 1526 par Juan Díaz (es).
L'action d'Amadis de Grèce est continuée par Silva dans Florisel de Niquea (es) (1532), où sont racontés les actions chevaleresques et les amours du fils aîné d'Amadis de Grèce et de la princesse Niquée. Mambrino Roseo (es) a ensuite écrit en italien une autre suite, intitulée Adjunta al Amadís de Grecia (« Second de l'Amadis de Grèce »), dont l'action est située entre Amadis de Grèce et Florisel de Niquée.
Le cycle des Amadis est un long cycle s'étendant sur une centaine d'années et réalisé par plusieurs auteurs sans consultation. La liste complète est la suivante :
- Livres I-IV : Amadis de Gaule
- Livre V : Esplandian, fils d’Amadis
- Livre VI : Lisuart de Grèce, fils d’Esplandian (livre VII espagnol; le livre VI de l’espagnol, Florisando, n’a pas été mis en français)
- Livres VII et VIII : Amadis de Grèce, fils de Lisuart de Grèce ; trad. par N. de Herberay des Essars, 1540-1548.
- Flores de Grece (traduction par Nicolas d'Herberay des Essarts des premiers 102 chapitres du libre VIII espagnol, le Lisuart de Grèce de Juan Diaz).
- Livre IX. Premiere partie de Florisel de Niquée, fils d’Amadis de Grèce, trad. par Gilles Boileau, 1552 ; revu par Cl. Collet, 1553.
- Livre X. Suite de Florisel, trad. par Jacques Gohorry, 1552.
- Livre XI. Rogel de Grèce et Agésilas de Colchos, trad. par Jacques Gohorry, 1554.
- Livre XII. Suite du livre XI, trad. par Guillaume Audert, 1556.
- Livres XIII et XIV. Silves de la Selva, fils d’Amadis de Grèce, trad. par Jacques Gohorry et Antoine Tyron, 1571 et 1574. (Fin de l’Amadis espagnol.). Le livre XIV (Silves II) n'existe pas en ensagnol, c'est un livre italien écrit par Mambrino Roseo.
- Livre XV. Spheramond de Grèce et Amadis d’Astre, trad. par Ant. Tyron, 1577.
- Livres XVI-XXI. Suite de Spheramond, d’après le roman italien de Mambrino Roseo, trad. par Gabriel Chappuys, 1577-1581. — (Le livre XVI de Chappuys répète le livre XV de Tyron, dans une autre version.)
- Autre livre XVI, inventé par N. de Montreux, 1577.
- Autre version du l. XIX, par Jean Charlot, 1581.
- Autre version du l. XX, par Jean Boiron, 1582.
- Livres XXII, XXIII, XXIV, 1615, 3 v. (traduits de l'allemand)
- Libres XXV, XXVI, XXVII, 1626-1629, écrits en français par Gilbert Saulnier Duverdier et publiés sous le titre Le Romant des Romans.

## Réception

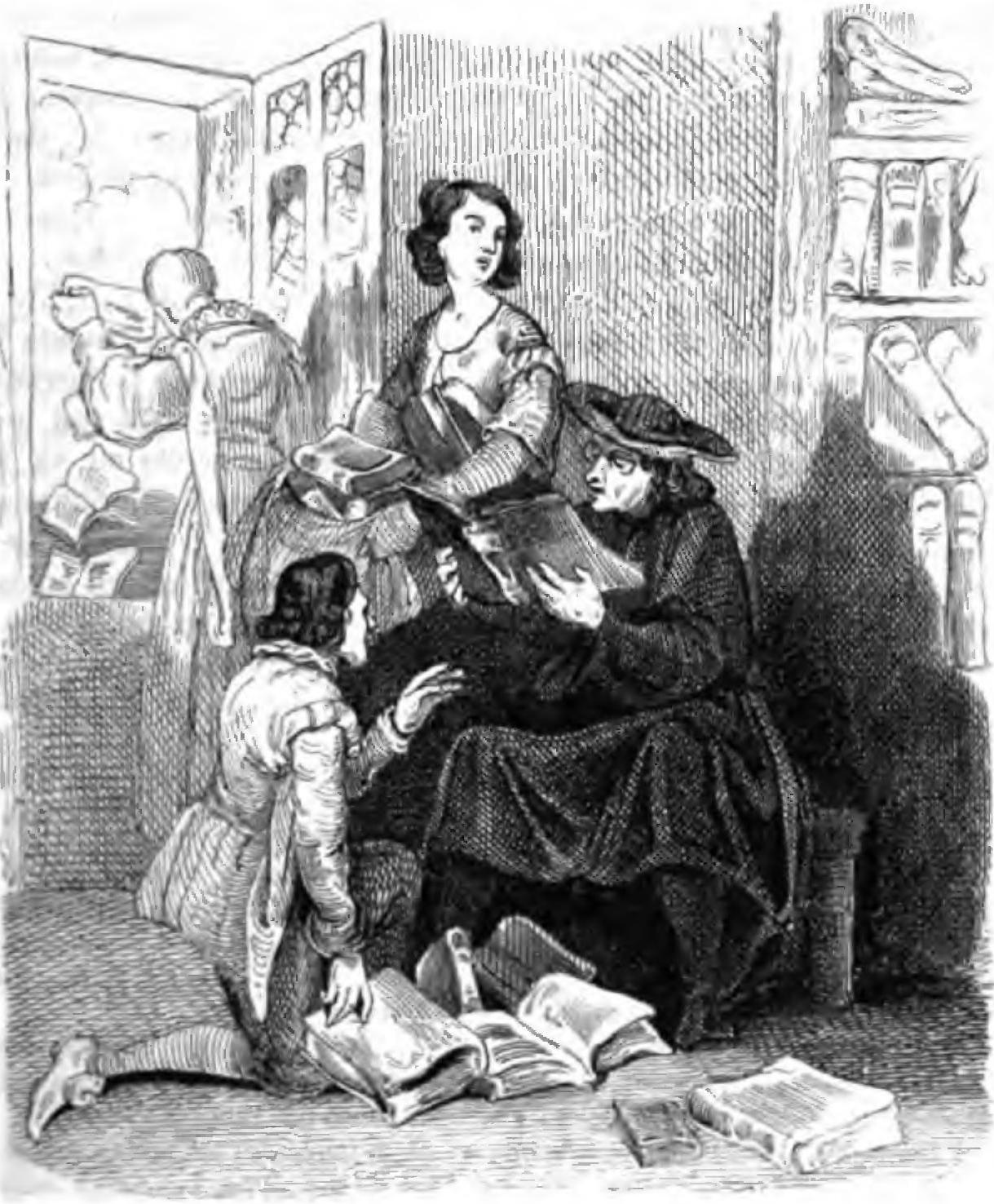
Autodafé lors de l'épisode de la bibliothèque de Don Quichotte.

Dans Don Quichotte, lors de l'examen de la bibliothèque de Don Quichotte, le curé Pero Perez et ses compagnons condamnent au feu Amadis de Grèce en faisant le commentaire suivant :

« Eh bien ! dit le curé, qu’ils aillent tous à la basse-cour ; car, plutôt que de ne pas brûler la reine Pintiquiniestra, et le berger Darinel, et ses églogues, et les propos alambiqués de leur auteur, je brûlerais avec eux le père qui m’a mis au monde, s’il apparaissait sous la figure de chevalier errant. — C’est bien mon avis, dit le barbier. — Et le mien aussi, reprit la nièce. — Ainsi donc, dit la gouvernante, passez-les, et qu’ils aillent à la basse-cour. » On lui donna le paquet, car ils étaient nombreux, et, pour épargner la descente de l’escalier, elle les envoya par la fenêtre du haut en bas. »

— Don Quichotte, Chapitre VI

## Version de référence
- (es) Feliciano de Silva, Ana Carmen Bueno Serrano (oui) et Carmen Laspuertas Sarvisé (oui), Amadís de Grecia, Madrid, Centro Estudios Cervantinos, 2004, 581 p. (ISBN 978-84-88333-95-7, lire en ligne)

## Adaptation à l'opéra
- Amadis de Grèce, tragédie lyrique d'André Cardinal Destouches sur un livret d'Antoine Houdar de La Motte (qui fut créé le 25 mars 1699)